# Mein Gelb ist dein Grün
Mein Gelb ist dein Grün ist ein knapp einstündiges Hörspiel aus dem Jahr 2008, das von Tina Klopp realisiert und vom Bayerischen Rundfunk (BR) produziert wurde. Der experimentelle Charakter des Hörspiels entwuchs einer Idee Tina Klopps, dem Begriff der menschlichen Empathie dadurch nachzugehen, indem man die Lebensräume sich fremder Personen tauscht. Die Ursendung fand am 9. November 2008 statt.

## Mitwirkende
- Realisation: Tina Klopp
- Ton und Technik: Thorsten Weigelt
- Musik: Ben Sturm
- Redaktion: Katharina Agathos
- Sprecher:
  - Hermann Bohlen
  - Georg Cadeggianini
  - Nava Ebrahimi
  - Monika Julie Hunger
  - Michael Weins
  - Resa Memarnia

## Konzept
Einer Studie zur Neurobiologie des Einfühlungsvermögens zufolge ruft das Beobachten und Nachahmen von Emotionen im Gehirn ähnliche Erregungsmuster hervor wie das eigene Tun. Genau dieser Erkenntnis folgt der Grundgedanke von Tina Klopps Experiment, das sich der Frage widmet, ob Empathie überhaupt möglich ist und wenn ja, wodurch sie besonders unterstützt wird. Sechs Testpersonen bekommen ein Aufnahmegerät in die Hand gedrückt und verbringen damit eine Nacht in einer fremden Wohnung. Für diesen kurzen Zeitraum übernehmen sie das Leben der jeweiligen Person, sie schlafen in ihrem Bett, essen an ihrem Tisch, übernehmen sogar teilweise ihre alltäglichen Rituale und erleben dadurch rein äußerlich ihre Perspektive. Kann dadurch Verständnis und Wissen über einen völlig Fremden erzeugt werden? 
Besonderen Wert bei der Auswahl der Testpersonen legte Tina Klopp darauf, dass sie berufsbedingt eine Affinität zu Sprache mitbringen, die Gabe des schönen Erzählens besitzen, oder aus einem psychologischen Bereich, der Beratung, kommen. Dementsprechend war das Experiment von Anfang an als Hörspiel konzipiert, da laut Tina Klopp im Gegensatz zu Bild-Medien hier zwar viel offengelegt, aber niemand bloßgestellt wird.

## Umsetzung
Die Aufnahmen der Originaltöne werden dem Zuhörer als Collage präsentiert und lassen sich durch eine chronologische Anordnung des Geschehens gliedern: zuerst der Weg zur beschriebenen Adresse, dann die anonyme Übergabe der Schlüssel und schließlich der Eintritt in die zu erkundende neue Welt. Nach der Wiedergabe der ersten Eindrücke und der Begegnung mit Freunden und Partnern der Wohnungsbesitzer folgt die Nacht, der Morgen und schließlich wird in verschiedener Form Rückmeldung gegeben. Das Hörspiel gibt das Aufeinandertreffen zweier Testpersonen mit der fremden Person wieder, in deren Leben sie für kurze Zeit steckten, eine andere Testperson liest ihren Abschiedsbrief vor und auch die Gegenseite, die für eine Nacht ihren gewohnten Lebensraum verlassen hatte, kommt zum ersten Mal zu Wort.
Die Musik, die eingesetzt wird, rhythmisiert teilweise die einzelnen Sprachfragmente oder markiert eine prägnante Stelle wie den Anfang des Hörspiels oder den Übergang von Originalton zur Nennung von Titel und Autor, die erst nach drei Minuten stattfindet. An einer Stelle kommt entspannende Gitarrenmusik zum Einsatz, die das Gespräch einer Testperson mit der Freundin des unbekannten Tauschpartners untermalt und dadurch den Zuhörer auf die anbrechende Nacht einstimmt. Auch an anderer Stelle wird die Aufnahme emotional eingefärbt, indem ein einzelner dumpfer Ton untergelegt wurde, der die Stimmung der Nacht transportiert. In einem Interview gibt Tina Klopp an, ihr Hauptanliegen wäre gewesen, die Atmosphäre dieser seltsamen Situation in der Fremde zu vermitteln und dass es ihr nicht darum gegangen wäre, die einzelnen Testpersonen als Individuen zu kennzeichnen, deren Stimmen man jederzeit voneinander unterscheiden müsse.
Auffällig sind die Stellen, an denen sich zwei der Stimmen überlappen, die sprechende Testperson im Hintergrund weiterhin leise zu hören ist und danach teilweise wieder lauter gedreht wird, was den Effekt der Simultanität erzeugt und innerhalb der Testpersonen ein gemeinsames Erlebnis verdeutlicht.

## Interpretation
Ob Empathie wirklich möglich ist, entzieht sich laut Tina Klopp auch nach Beendigung des Experiments ihrer Kenntnis. Zwar hat das Rätselspiel darüber, was eine Wohnung und gewisse äußerliche Faktoren über einen Menschen aussagen können, ihrer Meinung nach gut funktioniert, da durch die Testpersonen vieles richtig erraten wurde, aber die Erfahrung, die daraus hervorgeht, ist die Freude an der Neugier an Fremdem. Die Umsetzung der Idee, Menschen für eine Nacht in ein anderes Leben schlüpfen zu lassen, offenbart, dass Interesse für eine fremde Person da anfängt, wo man beginnt, sich mit ihr zu beschäftigen und versucht, sich in sie hineinzuversetzen. Das Experiment hat vielleicht nicht gezeigt, wie weit die Einfühlung in einen unbekannten Menschen reicht, aber wie sehr man in der Hülle des anderen aufgehen kann.
Letztendlich wird durch den Titel des Hörspiels dennoch die Möglichkeit der Empathie in Zweifel gezogen, da die gleiche Wahrnehmung in Frage gestellt wird. Die Aussage des Titels vermittelt die Ansicht, es gebe vielleicht gar keine wahre Empathie, sondern doch nur das Gelb, das beim anderen zwar denselben Namen trägt, aber in Wahrheit grün aussieht.